# Dracaena chiniana
Dracaena chiniana là một loài thực vật có hoa trong họ Măng tây. Loài này được I.M.Turner mô tả khoa học đầu tiên năm 1995.